# MICOR MD 50狙擊步槍
MICOR MD 50（前稱：Leader 50）是一款由美国MICOR防務公司所研製及生產的犢牛式半自動、可拆卸式彈匣供彈式重型狙擊步槍（反器材步槍），發射12.7×99毫米北約口徑（.50 BMG）制式步枪子彈。

## 歷史
MD 50狙擊步槍（以前稱為領袖50）是由以前著研製Leader T2和大毒蛇M17S等突击步枪或半自動步槍設計的著名輕武器設計的查爾斯·聖喬治（Charles St George）所研製。MD 50（Leader 50）是由總部設於美国的MICOR防務公司所生產。MD 50狙擊步槍是目前市場上最輕、最緊湊的.50口徑步槍之一；而且，如有需要的話，肩射時或多或少較為舒適。

## 概述
MD 50狙擊步槍是一枝犢牛式結構的氣動式、半自動武器。其機匣是由擠壓鋁合金製造而成。MD 50狙擊步槍的氣動系統具有三個位置的氣體調節器和環形短行程導氣活塞，設於槍管的周圍。槍機組件是原創和創新的設計。轉拴式槍栓所具有的三角形槍栓還有三個前方鎖耳——這是大約三十年以前，由聖喬治在他研製的Leader T2步槍當中的一個想法。槍機機框是非常短和輕巧，因而令機匣相對較短和感受到的後座力較輕。為了進一步減輕後座力，槍管以上還在槍口配備了高效能的大型多室式制退器。該步槍是由10發容量的可拆卸式彈匣供彈，並且由槍身的右側拋出。瞄準方式是通過機匣頂部設置了用於瞄準方面的全長度整體式MIL-STD-1913戰術導軌，可以裝有多種的瞄準具——諸如日間望遠式光学瞄準／狙擊鏡、红外线／熱成像夜視儀和／或後備機械瞄具。附件如兩腳架或握把腳架可以安裝在位於前護木下方的附加導軌。

## 資料來源
1. ↑  .   [2014-06-19]. （原始内容存档于2020-12-18）.
2. ↑  .   [2014-06-19]. （原始内容存档于2016-03-03）.

- （英文）—Modern Firearms—Micor Defense MD 50 (Leader 50) sniper rifle （页面存档备份，存于）

## 外部連結
- （英文）—The Firearm Blog.com—Leader 50: .50 BMG semi-auto bullpup rifle （页面存档备份，存于）
- （英文）—The Truth About Guns.com—
  - Obscure Object Of Desire: Micor Defense “Leader 50″ Bullpup （页面存档备份，存于）
  - MICOR FINALLY to Start Shipping Leader50 Semi-Auto Bullpup 50 BMG Rifles （页面存档备份，存于）
- （英文）—Tactical-Life.com—
  - 2012 NEW MILITARY & POLICE FIREPOWER （页面存档备份，存于）
  - SHOT SHOW 2012—FINAL DAY （页面存档备份，存于）
- （简体中文）—D Boy Gun World（枪炮世界）—LSR-50步枪 （页面存档备份，存于）